# August Wilhelm Eichler
August Wilhelm Eichler, född 22 april 1839 i Neukirchen, Kurhessen, död 2 mars 1887 i Berlin, var en tysk botaniker.
Eichler blev filosofie doktor 1861 och anställdes 1865 som docent i München. Han blev professor 1871 i Graz, 1873 i Kiel och 1878 i Berlin, där han samtidigt blev ledare av den botaniska trädgården. Han var en av 1800-talets främsta forskare inom växtsystematikens område. Som hans huvudarbete kan betraktas Bluthendiagramme (två band, 1874-78). Tillsammans med Carl Friedrich Philipp von Martius deltog han även i arbetet med monumentalverket Flora brasiliensis, och fullföljde efter Martius död verket.
Auktorsnamnet Eichler kan användas för August Wilhelm Eichler i samband med ett vetenskapligt namn inom botaniken; se Wikipediaartiklar som länkar till auktorsnamnet.